# Мавзолей «Безымянный-1» (работы усто Алима Насафи)
Мавзолей «Безымянный-1» (работы усто Алима Насафи) — архитектурный памятник в Самарканде, входящий в ансамбль Шахи Зинда.

## Исторический срез
В 90-е годы XIV в. окончательно застраивается вся западная сторона «средней группы» ансамбля Шахи-Зинда в пределах крепостной стены городища Афросиаб. К этому времени полностью были уничтожены остатки строений XI—XII вв. На территории медресе Кусамийа выстраивается три портально-купольных гробницы: мавзолей «Безымянный-1» (работы усто Алима Насафи), «Безымянный-2» и эмира Бурундука.
Все три мавзолея 90-х годов XIV в., стояли свободными от пристроек, на расстоянии нескольких метров друг от друга. Раскопками установлено, что между ними не было других гробниц в XIV—XV вв. В зданиях четко выражен процесс эволюции инженерных конструкций. Кубическое основание венчал двойной внутренний и внешний купол на граненых барабанах. По своим архитектурным формам и декору мавзолей как бы подводит итоги развития раннетемуридской школы. Если рассматривать верхнюю часть здания, то до нас дошло только основание внешнего купола и восьмигранный барабан. П-образную раму портала составляют не узкие орнаментальные полосы, как на ранних усыпальницах XIV в., а одна широкая дорожка из переплетающихся лент, которые образуют узор из вытянутых восьмиконечных звезд и крестовин — гирих, популярный с XI в. по сегодняшний день в мусульманских странах.

## Описание мавзолея

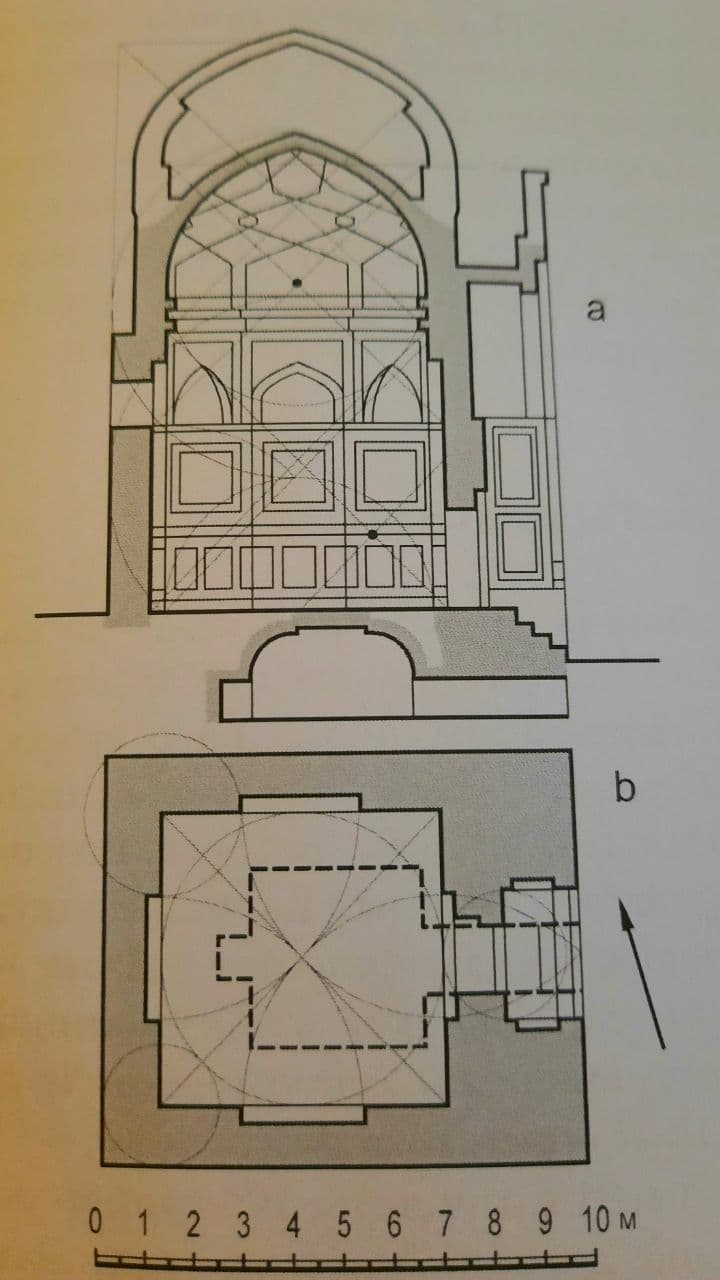
Из книги Немцевой Н. Б., Ансамбль Шахи-Зинда: история-археология-архитектура XI—XXI вв. Самарканд. 2019.

Мавзолей представляет традиционный для ансамбля Шахи-Зинда портально-купольный тип.
Размеры мавзолея:
Снаружи 8,1×9,8 м
Внутри 6,5×6,4 м
Высота 13,5-14 м
Наиболее эффектен главный входной портал, облицованный рельефной майоликой. Резная терракота здесь полностью вытеснена. В декоративном убранстве пилонов совершенно новые композиции. Грани барабана облицованы плитами с геометрическим орнаментом из голубых и синих изразцов, выполненных гравировкой, имитирующей кирпичный набор. Узор представляет геометризованный куфи, где местами можно прочитать слово «Мухаммад». Боковые и задний фасады мавзолея облицованы парным шлифованным кирпичом в чередовании с голубыми «бантиками». В основании фасадов проходит панель из отдельных прямоугольных и квадратных панно.

## Интерьер мавзолея
Интерьер мавзолея покрыт керамической расписной майоликой. По внутренним углам восьмигранной подкупольной части мавзолея перекинуты арки, заполненные гирляндами сталактитов. Внутренний купол покрыт звездчатым геометрическим узором из рельефных нервюр в майоликовой облицовке, который создавал впечатление ажурности — прием, широко распространенный по всему Востоку с XI—XII вв. (исследован Ворониной В. Л.). В XIV в. эта традиция декоративного оформления и одновременно конструктивной устойчивости купола (нервюры укрепляли скуфью) была использована почти во всех мавзолеях ансамбля Шахи-Зинда.

## Склеп мавзолея
Небольшой склеп был выстроен по типу ранних усыпальниц 40-70-х годов XIV в., в отдельном котловане, конструктивно и планировочно не связан с наземной частью мавзолея. Квадратный в плане склеп (3,45 х 3,45м) высотой 1,75 м перекрыт куполом балхи, в западной стене глухая стрельчатая ниша, возможно михраб. Помещение почти полностью было заполнено землей, расчистить погребения не удалось. Высокий цоколь мавзолея со стороны портала показывает, что склеп был полуподземным. Входной дромос его выходил в портальную нишу, где был задрапирован ступенями в интерьер мавзолея.

## Эпиграфика
Мавзолей «Безымянный-1» условно называют мавзолеем усто Алима Насафи, поскольку неизвестно, кто в нём захоронен, а из надписей сохранилось имя одного из зодчих — усто Алим Насафи (нисба, образованная от города Насаф — старого названия Карши). Имя второго зодчего — усто Али Туки-куб. Специалисты также называют мавзолей «майоликовым». Пилоны и тимпаны портала украшены восьмигранными картушами, в которых есть надписи на арабском языке. Два картуша расположены симметрично в средней части пилонов, на них золоченными буквами с красной оконтовкой нанесены надписи:
«Нет мира, кроме как в согласии; нет близости, кроме как в Истине; нет прилежного поведения, кроме как в прощении; нет дружбы, кроме как в верности».
Ниже описанной надписи по обоим пилонами портала имеются ещё два симметричных картуша в виде восьмиконечных звезд. В них вписаны имена и титулы 12 имамов, которые в суннитской (особенно ханифитской) традиции почитаются, как члены семьи Пророка — Ахли Байт.
В основаниях двух трехчетвертных колонн портала мастера оставили свои имена. Почерк курсивный. Надписи выведены жёлтым цветом, буквы окантованы красным:
«Работа мастера Алима Насафи. Работа мастера Али (по прозвищу) Туки-куб (Долгогривый)».
В остальные восьмиконечные картуши портала (в нижних частях пилонов, по углам и в центре тимпана) вписаны круги, в которых также имеются тексты (Коран, 2:255). Буквы золоченные, с красной окантовкой. Фон темно-синий. Почерк — весьма стилизованный геометрический куфи. По краям этой надписи внутри лучей восьмигранника таким же стилизованным почерком куфи написаны сакральные сентенции (Во имя Аллаха, будет то, что пожелает Аллах…)
«Аллах- нет божества, кроме Него, Живого, Сущего; не овладевает им ни дремота, ни сон. Ему принадлежит то, что на небесах и на земле. Кто заступится пред Ним, иначе как с Его позволения? Он знает то, что было до них, что будет после них, а они не постигают ничего из его Знания, кроме того, что Он пожелает. Трон Его объемлет небеса и землю, и не тяготит Его охрана их. Поистине, Он Высокий и Великий».

## Галерея

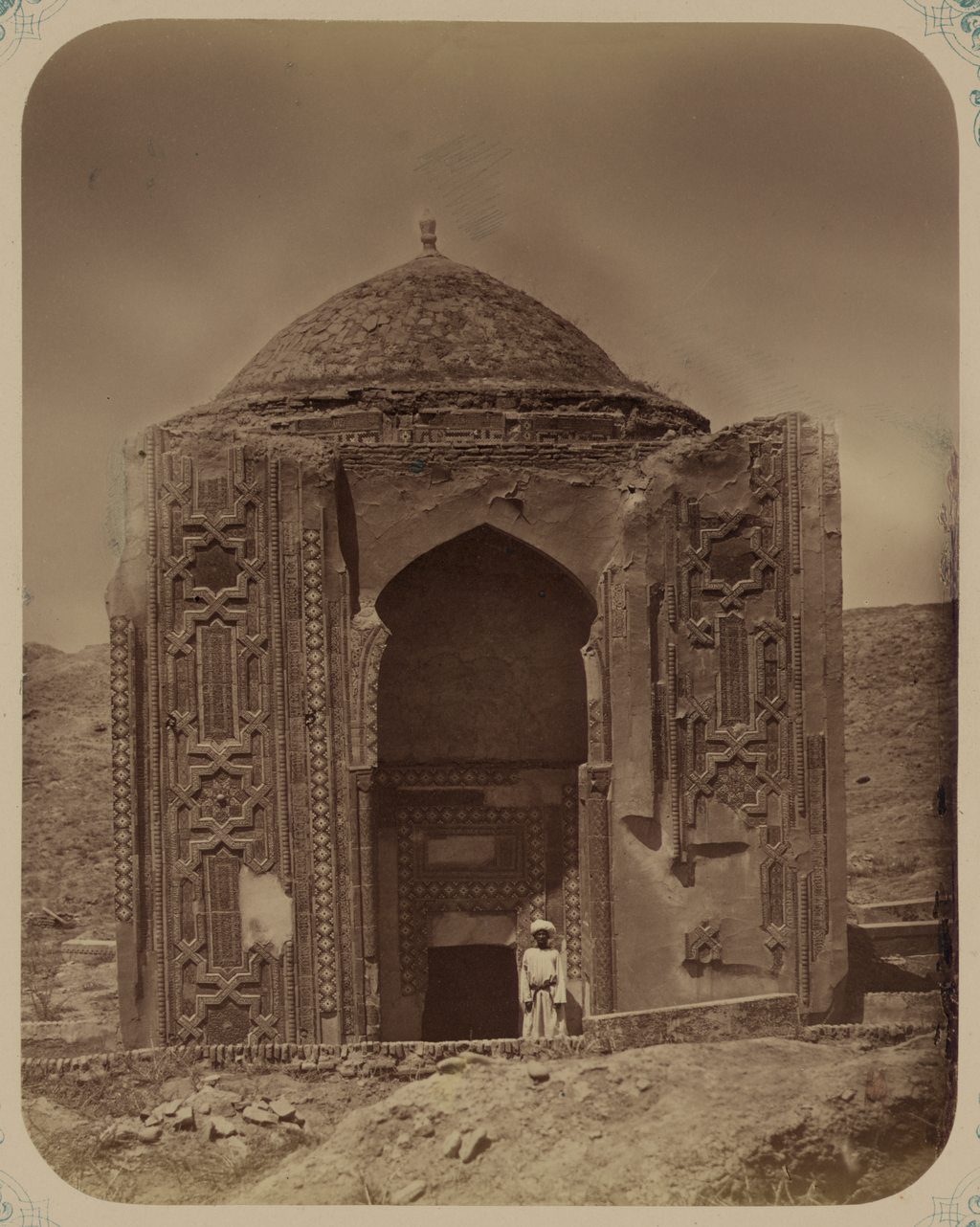
1870
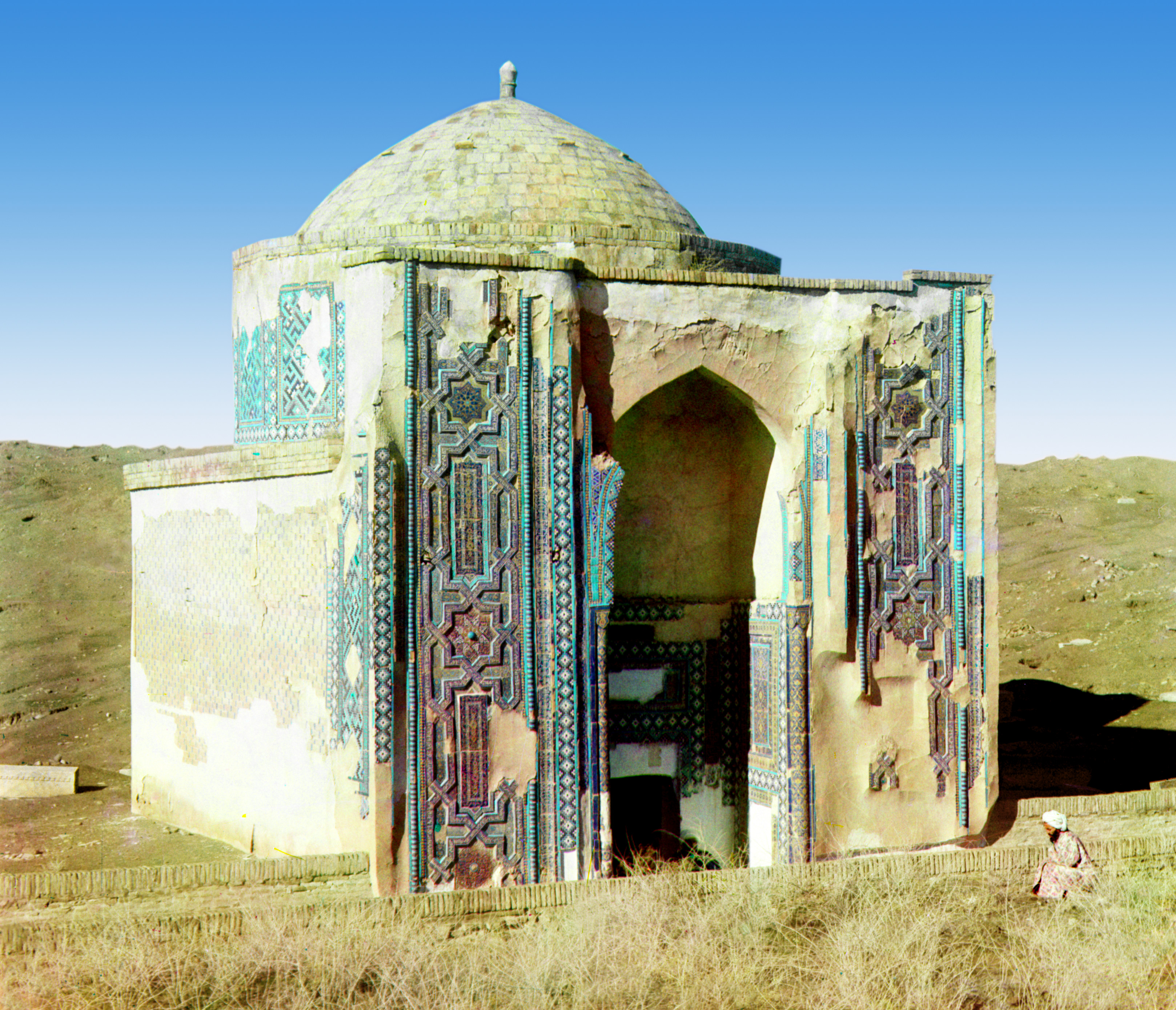
1911
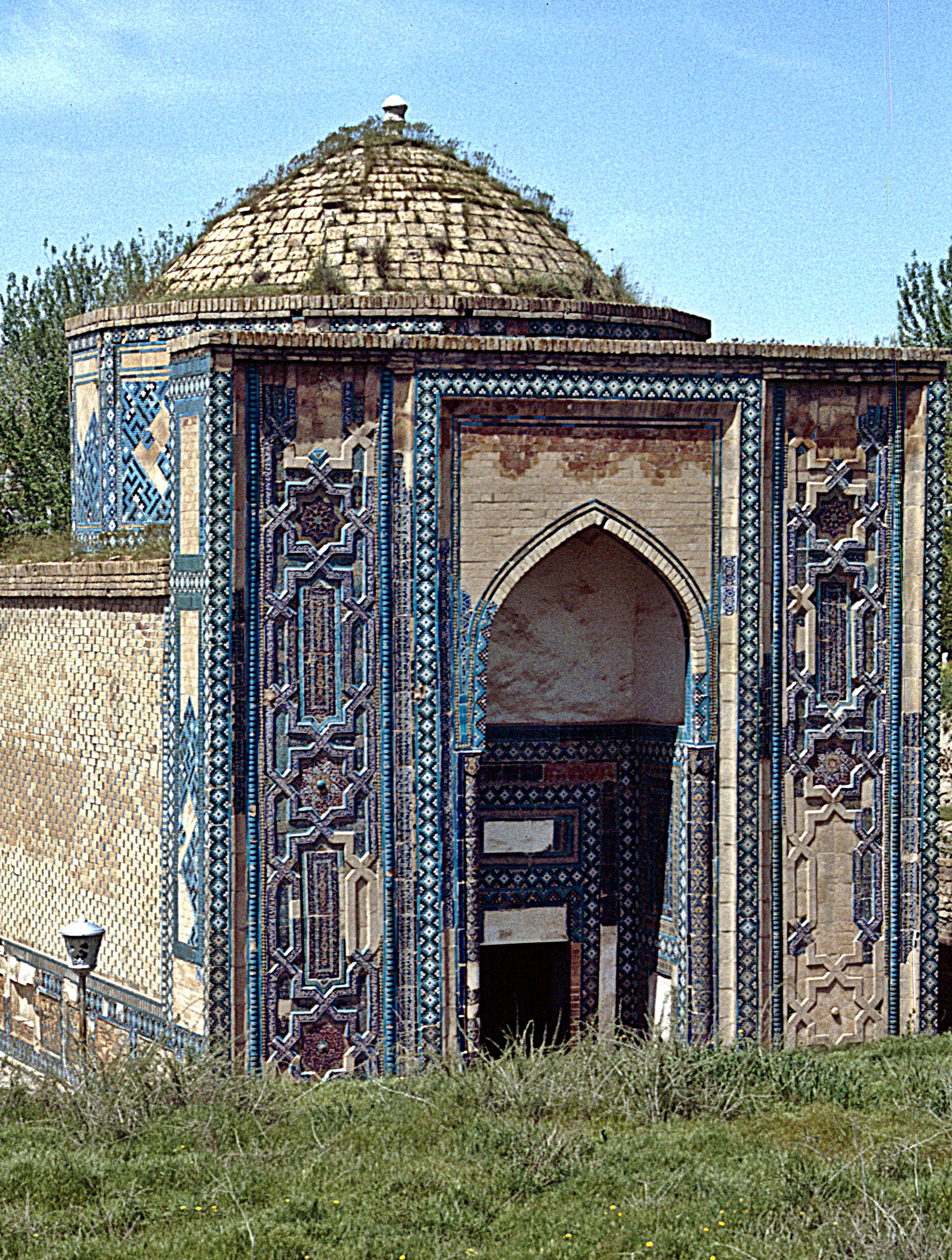
1992
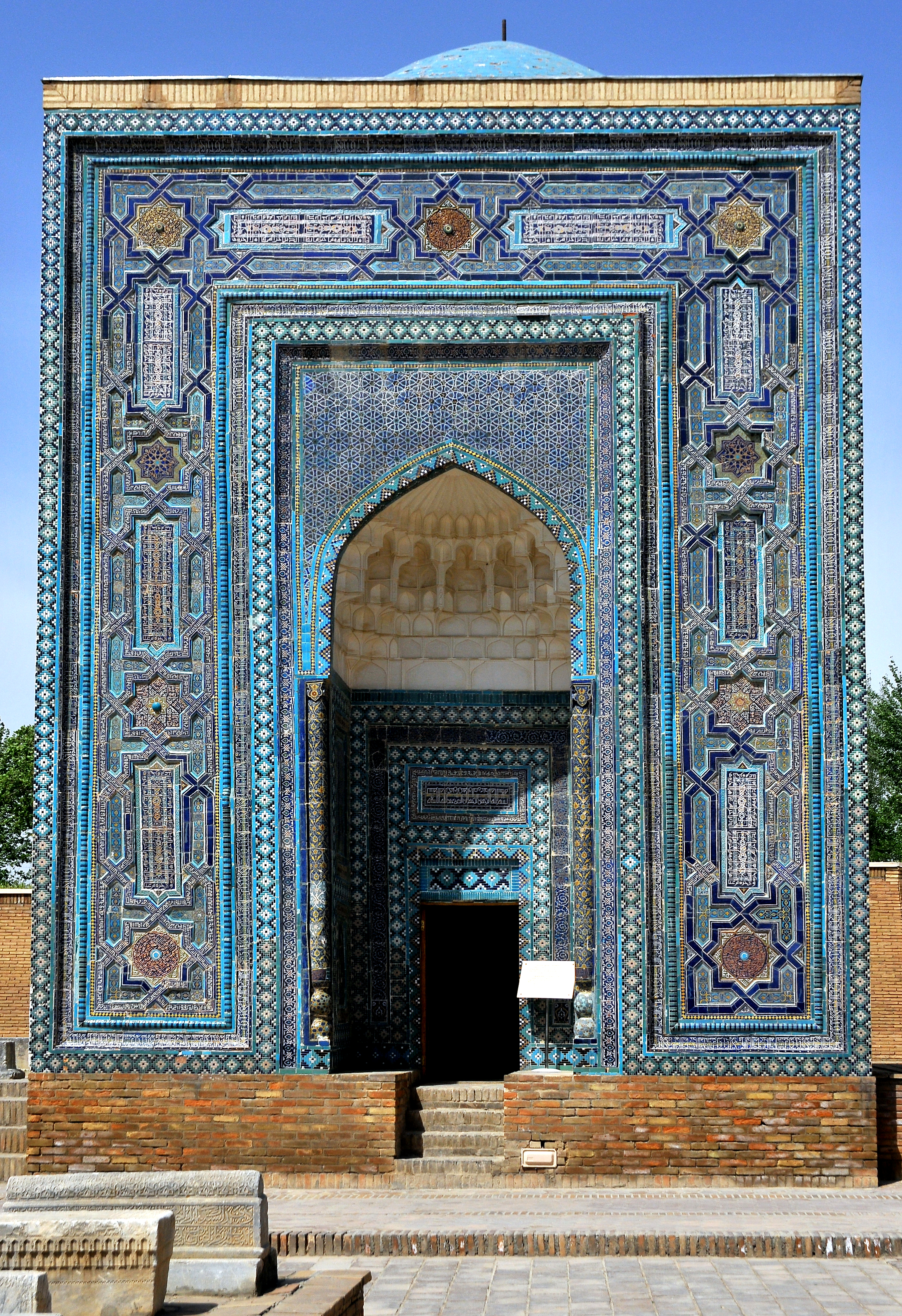
2011
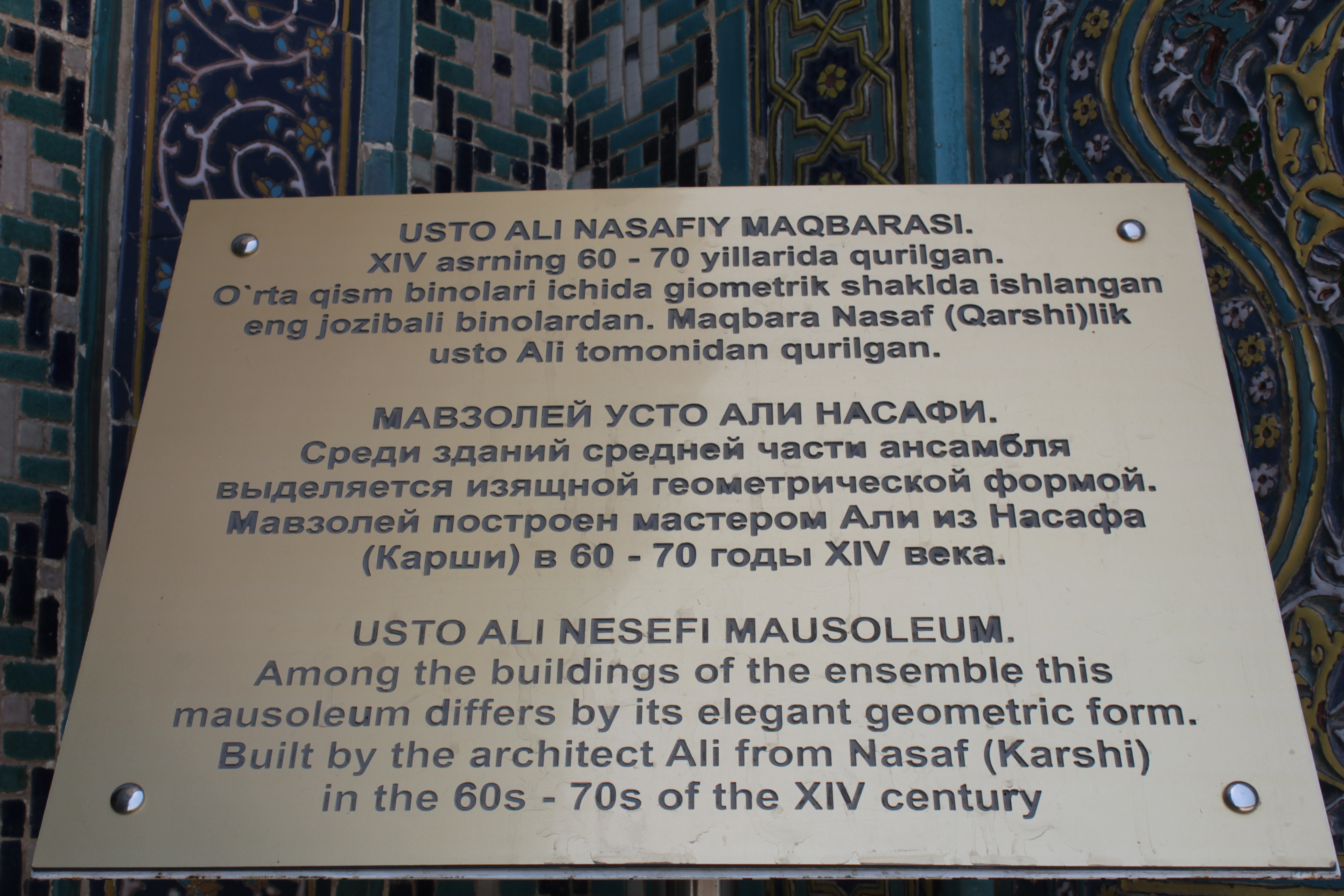
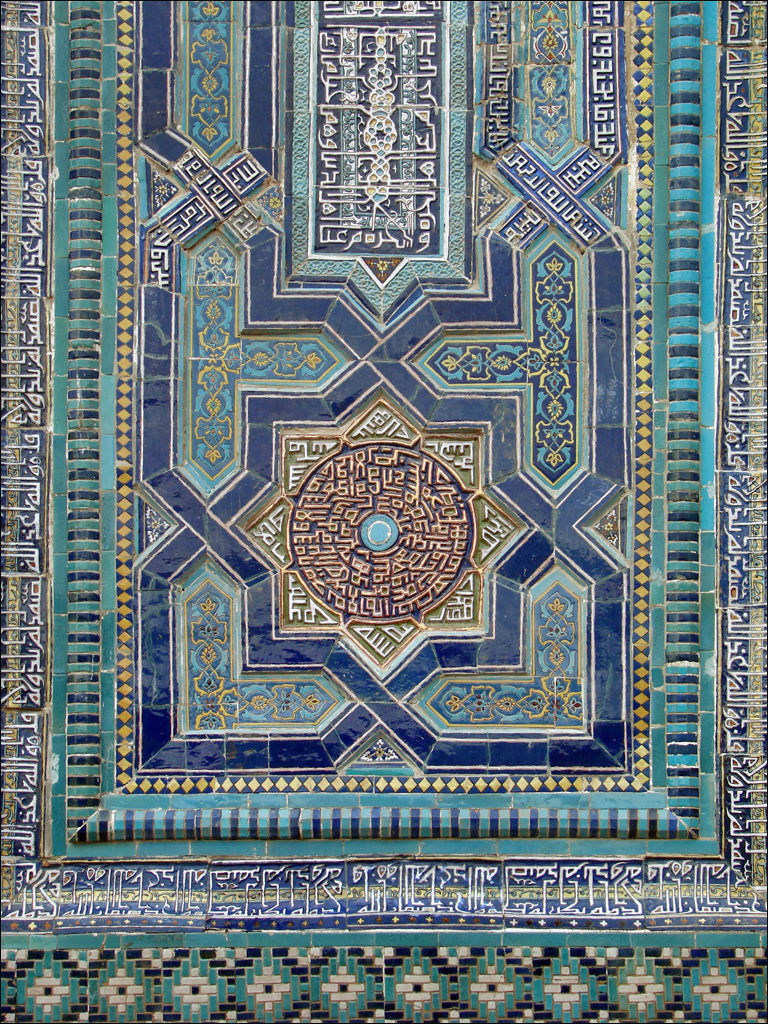
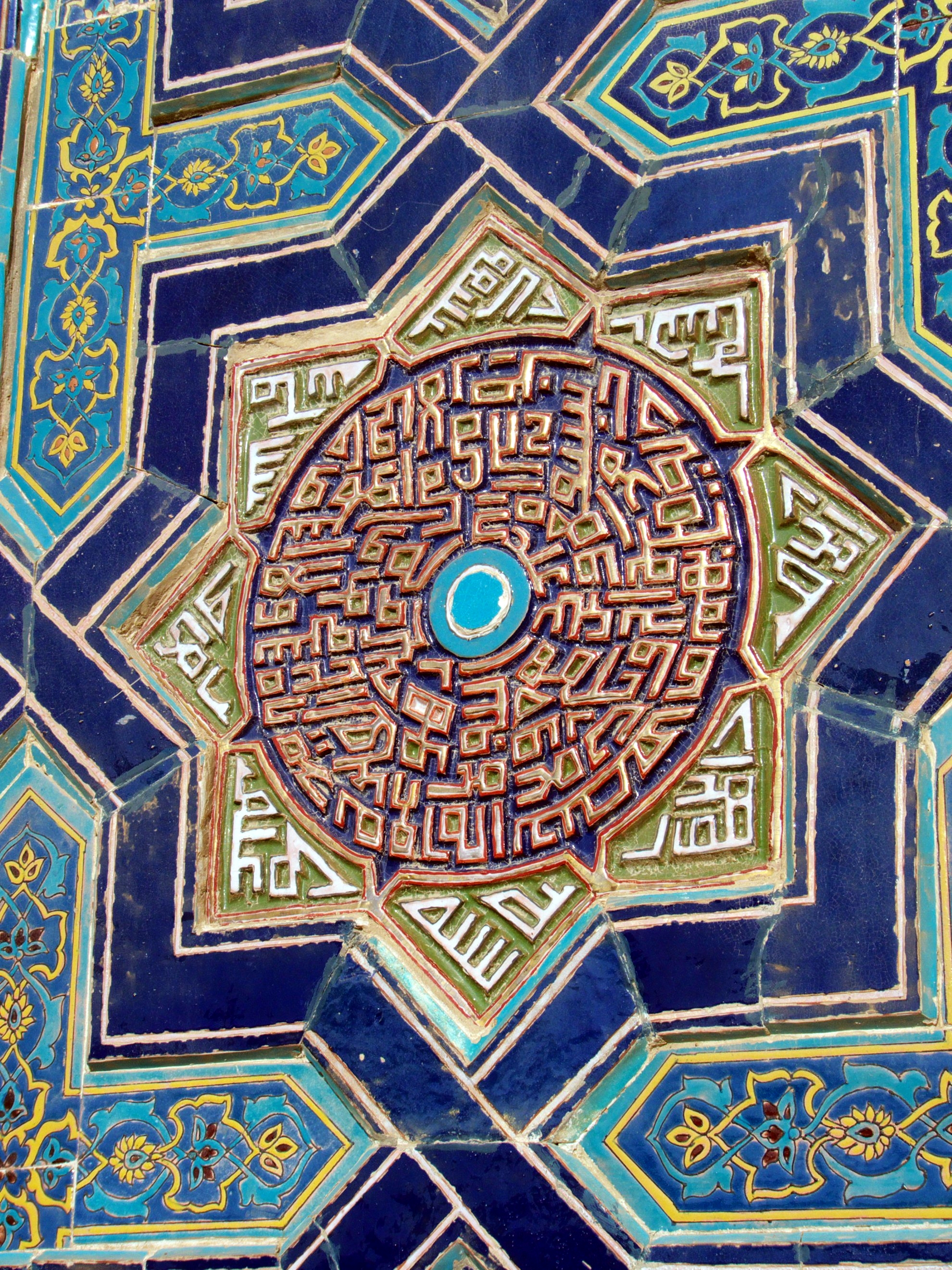